# Circuit intégré 7486

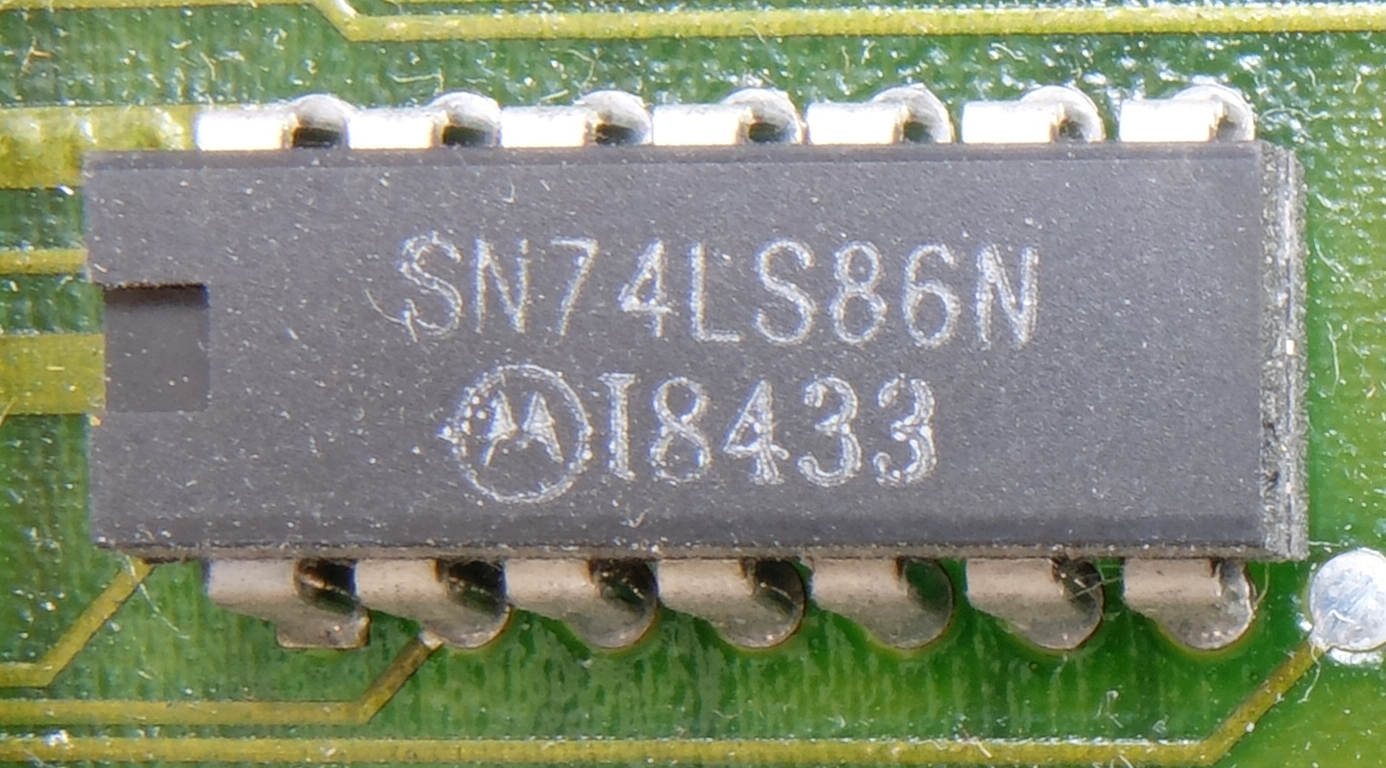
Circuit intégré 7486 (Motorola SN74LS86)

Die d'un SN74HC86

Le circuit intégré 7486 fait partie de la série des circuits intégrés 7400 utilisant la technique TTL.

Ce circuit est composé de quatre portes logiques indépendantes OU exclusif à deux entrées.

## Brochage

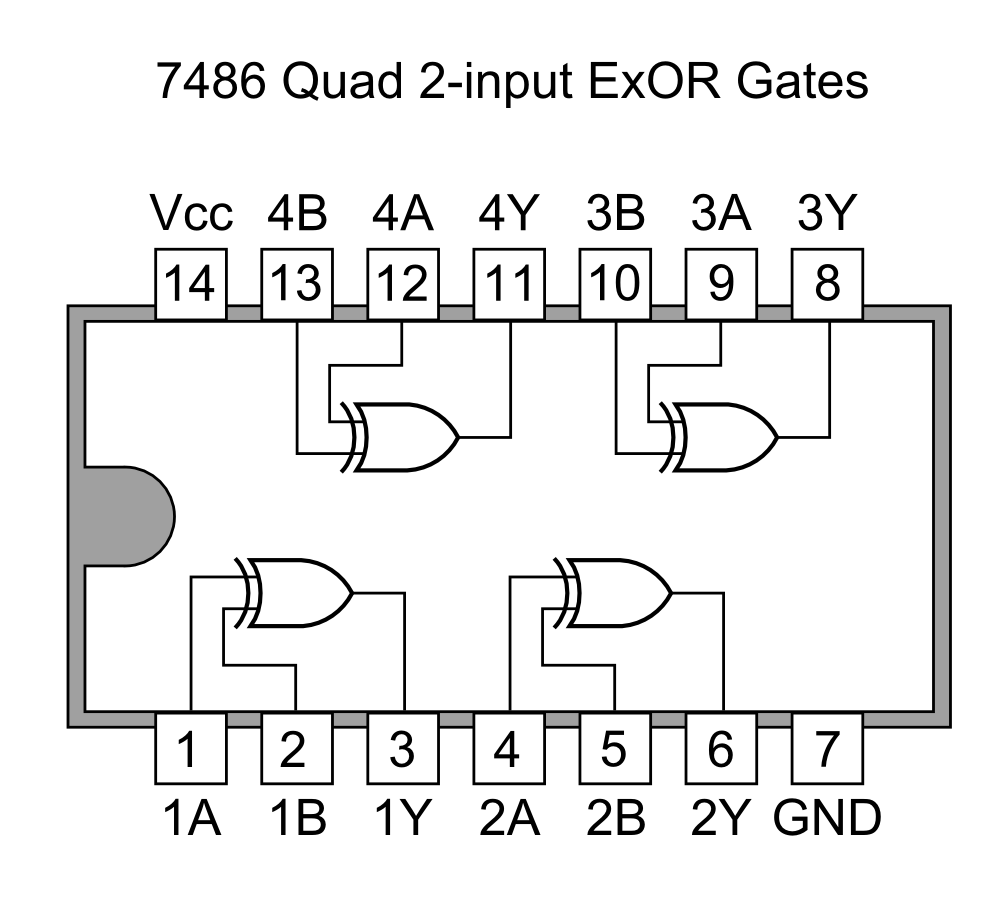
Brochage des boîtiers DIP
(vue du dessus)

## Schéma interne

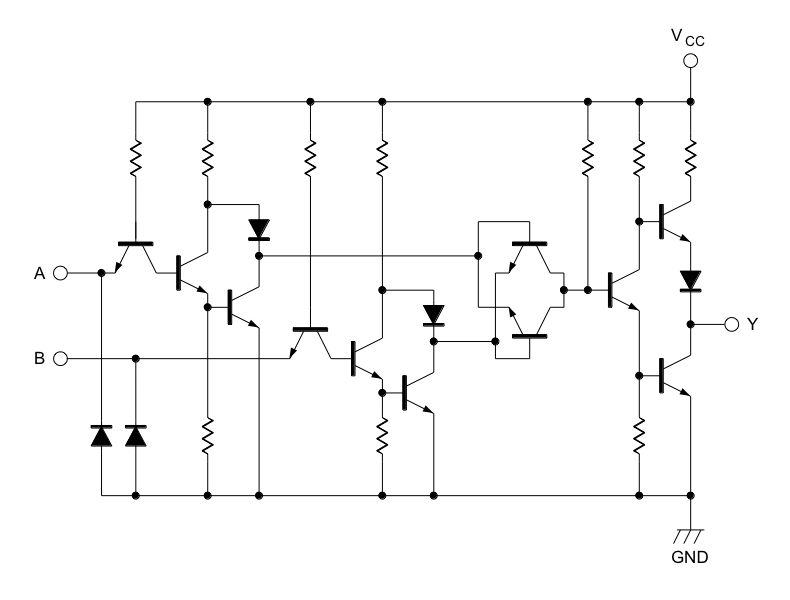
Schéma d'une porte du circuit TTL standard 7486 (OU Exclusif) de Fairchild.

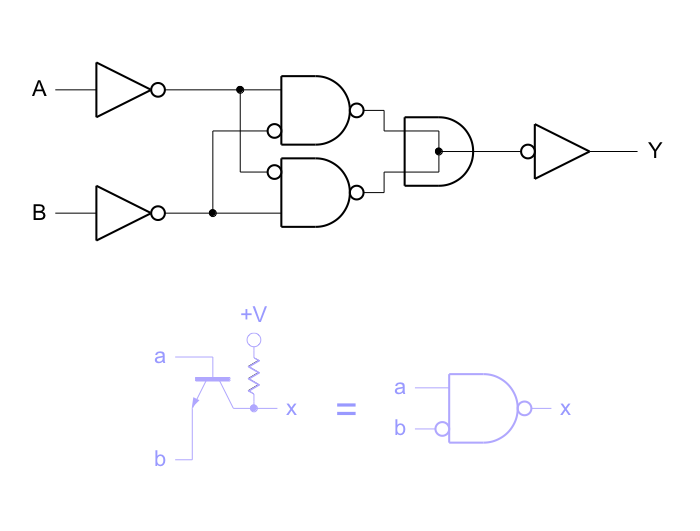
Diagramme logique d'une porte du circuit TTL standard 7486 (OU Exclusif) de Fairchild.

## Table de vérité
| Entrées | Entrées | Sortie |
| A       | B       | Y      |
| ------- | ------- | ------ |
| 0       | 0       | 0      |
| 0       | 1       | 1      |
| 1       | 0       | 1      |
| 1       | 1       | 0      |